# Plasa Bujor, județul Lăpușna
Plasa Bujor a fost o unitate administrativ-teritorială din județul Lăpușna, România. Plasa a fost organizată în rezultatul implementării legii de unificare administrativ-teritorială a României din anul 1925. Plasa era condusă de pretor, fiind numit de prefectul județului Orhei.
În anul 1929 a fost aprobată o reformă administrativ-teritorială prin care plasa Bujor a fost desființată.

## Localități
| Comună            | Localități             | Amplasarea actuală  |
| ----------------- | ---------------------- | ------------------- |
| 1. Bălceana       |                        |                     |
| Bălceana          | Bălceana, Hîncești     |                     |
| Negrea            | Negrea, Hîncești       |                     |
| Sofia             | Sofia, Hîncești        |                     |
| 2. Boghiceni      |                        |                     |
| Boghiceni         | Boghiceni, Hîncești    |                     |
| Mlădinești        | Mlădinești             |                     |
| Pașcani           | Pașcani, Hîncești      |                     |
| 3. Bolțun         |                        |                     |
| Bolțun            | Bolțun, Nisporeni      |                     |
| Cornești          | Cornești, Hîncești     |                     |
| Cristești         | Cristești, Nisporeni   |                     |
| Săcăreni          | Secăreni, Hîncești     |                     |
| 4. Bujor          |                        |                     |
| Bujor             | Bujor, Hîncești        |                     |
| Drojdieni         | Drojdieni, Nisporeni   |                     |
| 5. Cărpineni      | Cărpineni              | Cărpineni, Hîncești |
| 6. Lăpușna        | Lăpușna                | Lăpușna, Hîncești   |
| 7. Nemțeni        |                        |                     |
| Cățăleni          | Cățeleni, Hîncești     |                     |
| Cuza-Vodă         | Cuza-Vodă              |                     |
| Nemțeni           | Nemțeni, Hîncești      |                     |
| Obilenii-Vechi    | Obileni, Hîncești      |                     |
| Obilenii-Noui     | Obilenii-Noui          |                     |
| 8. Oneștii-Noui   |                        |                     |
| Chetroșenii-Noui  |                        |                     |
| Chetroșenii-Vechi | Chetroșeni, Hîncești   |                     |
| Oneștii-Noui      |                        |                     |
| Oneștii-Vechi     | Onești, Hîncești       |                     |
| Strâmbeni         | Strîmbeni, Hîncești    |                     |
| 9. Tălăeștii-Noui |                        |                     |
| Principele Carol  |                        |                     |
| Principesa Elena  |                        |                     |
| Tălăeștii-Noui    |                        |                     |
| Tălăeștii-Vechi   |                        |                     |
| 10. Șapte-Sate    |                        |                     |
| Afumați           | Afumați                |                     |
| Călimănești       | Călimănești, Nisporeni |                     |
| Heliștieni        | Heleșteni, Nisporeni   |                     |
| Mărinici          | Marinici, Nisporeni    |                     |
| Mirești           | Mirești, Hîncești      |                     |
| Șapte-Sate        | Șapte-Sate             |                     |